# Jean Guyon Du Buisson
Jean Guyon Du Buisson (Tourouvre, 1592 – Québec, 1663) è stato un operaio francese. Fu uno dei primi coloni a popolare il Canada.

## Biografia
Figlio di Jacques, un notabile del Perche, e Marie Guyon, Jean passò l'infanzia a Tourouvre ricevendo una buona educazione. Dopo il suo matrimonio con Mathurine Robin avvenuto nel 1615, Jean Guyon si insediò a Mortagne-au-Perche dove c'era molto lavoro per riparare i danni delle guerre di religione in Francia. Nel 1625, mentre stava lavorando alla fortificazione della città di Mortagne, fece conoscenza con il chirurgo Robert Giffard, il quale aveva già in mente di fondare una signoria in Nuova Francia.
Nel 1634 Jean Guyon venne reclutato da Giffard ed assieme a un figlio e ad altri suoi compaesani, partì dal porto di Dieppe alla volta del Nordamerica. Un paio di anni dopo arrivarono in Canada anche la moglie e altri quattro figli; la figlia maggiore, Barbe, arrivò in Canada insieme con il marito Pierre Paradis e i cinque figli soltanto nel 1652.